# Luigi Taccheo
Luigi Taccheo (Chioggia, 2 febbraio 1849 – Venezia, 2 giugno 1940) è stato un pianista e compositore italiano.

## Biografia
Figlio di Lodovico, musicista e di Luigia Tiozzo, all'età di 13 anni frequentò il Collegio Militare di Parma e tre anni dopo a Milano si dedicò alla musica e iniziò a dare concerti per pianoforte a Treviso, Trieste e Chioggia.
Nel 1866 si arruolò con Garibaldi e diventò caporale. Fece ritorno nella natia Chioggia quando il Veneto tornò all'Italia e, a Venezia con il maestro Pietro Tonassi, conseguì il diploma per gli studi di contrappunto esibendosi poi come concertista a Parma, Treviso, Milano, Trieste.
Successivamente si dedicò alla composizione scrivendo L'Innominato, primo suo melodramma, opera-ballo in un prologo e tre atti su libretto di Emanuele Cestari, la cui prima venne data al Teatro Garibaldi di Chioggia nel 1880. Seguirono Luisa Sanfelice melodramma tragico in quattro atti su libretto di G.B. Baldetti, Absalom opera-ballo in quattro atti su testo di Emanuele Cestari (Teatro Garibaldi Chioggia 1890)
Scrisse anche musica sacra e fra questa la Messa di gloria per grande orchestra, la Messa da Requiem e altre messe e sonate nonché la trascrizione del Canto delle ore della tradizione chioggiotta.
Sposò Carlotta Gallimberti ed ebbe due figli, Luigia e Carlo Filippo. Dal 1934 si trasferì nella vicina Venezia dove mori nel 1940 presso la figlia nel rione di San Marcuola.